# Кастиљоне дел Лаго
Кастиљоне дел Лаго (итал. Castiglione del Lago) је насеље у Италији у округу Перуђа, региону Умбрија.
Према процени из 2011. у насељу је живело 5344 становника. Насеље се налази на надморској висини од 264 м.

## Становништво
| 1931.  | 1936.  | 1951.  | 1961.  | 1971.  | 1981.  | 1991.  | 2001.  | 2011.  |
| ------ | ------ | ------ | ------ | ------ | ------ | ------ | ------ | ------ |
| 16.156 | 16.828 | 17.449 | 16.692 | 13.515 | 13.430 | 13.409 | 14.230 | 15.422 |